# Partit Assiri
El Partit Assiri (Shuraya) és un partit polític assiri del Líban establert el 25 de juliol de 1975 durant la guerra civil libanesa. Inclou membres de les diverses esglésies cristianes orientals que es consideren ètnics assiris. Va ser aliat des de la fundació a les Forces Libaneses de Baixir Gemayel. Dona suport a un estat assiri a l'Iraq.